# Josef Kopperschmidt
Josef Kopperschmidt (* 21. Dezember 1937 in Warburg; † 9. August 2022 in Erkelenz) war ein deutscher Rhetoriker und Hochschullehrer.

## Leben
Josef Kopperschmidt studierte Klassische Philologie, Philosophie, Theologie und Rhetorik an den Universitäten Bonn, Berlin, Wien und Tübingen. Bei Walter Jens, der seit 1963 den damals bundesweit ersten Lehrstuhl für Allgemeine Rhetorik an der Eberhard Karls Universität Tübingen innehatte, wurde Kopperschmidt im Jahr 1966 promoviert.
In seiner Dissertation untersuchte er die Hikesie als dramatische Form und deren motivische Interpretation des griechischen Dramas. Nach einer dreijährigen Tätigkeit als Assistent am Seminar für Allgemeine Rhetorik, das Jens leitete, übernahm Kopperschmidt im Jahr 1969 eine Dozentur für Verbale Kommunikation am Institut für Umweltplanung Ulm der Universität Stuttgart. Das Institut hatte im Rahmen einer Abwicklung der Hochschule für Gestaltung Ulm die Aufgabe übernommen, den verbliebenen Studenten einen Studienabschluss zu ermöglichen.
Von 1974 bis zur Emeritierung im Jahr 2003 lehrte Kopperschmidt als Professor für Sprache und Kommunikation an der Hochschule Niederrhein in Mönchengladbach. Ab 2000 war er in dieser Hochschule im Seniorenstudium tätig.
Die Forschungsschwerpunkte von Josef Kopperschmidt waren die Theorie und Geschichte der Rhetorik, Argumentationstheorie sowie die Politische Rede. Er starb am 9. August 2022.

## Veröffentlichungen

### Monografien
- Rhetorica. Aufsätze zur Theorie, Geschichte und Praxis der Rhetorik. Olms, Hildesheim 1985
- Methodik der Argumentationsanalyse. Frommann Holzboog, Stuttgart 1989, ISBN 978-3-7728-1069-5
- Argumentationstheorie zur Einführung. Junius, Hamburg 2000, ISBN 3-88506-320-4
- Wir sind nicht auf der Welt, um zu schweigen: Eine Einleitung in die Rhetorik. de Gruyter, Berlin/Boston 2018, ISBN 9783110548907

### Herausgeber
- Rhetorik. Band I: Rhetorik als Texttheorie. Band II: Wirkungsgeschichte der Rhetorik. Wissenschaftliche Buchgesellschaft, Darmstadt 1990/1991, ISBN 3-534-07518-8 und
ISBN 3-534-07534-X
- Nietzsche oder Die Sprache ist „Rhetorik“. Gemeinsam mit Helmut Schanze. Fink, München 1994
- Fest und Festrhetorik. Zur Theorie, Geschichte und Praxis der Epideiktik. Fink, München 1999
- Rhetorische Anthropologie. Studien zum Homo rhetoricus. Fink, Paderborn 2000
- Chaim Perelman, Lucie Olbrechts-Tyteca: Die neue Rhetorik. Eine Abhandlung über das Argumentieren. Aus dem Französischen übersetzt von Freyr R. Varwig. 2 Bde., Frommann Holzboog, Stuttgart  2004, ISBN 978-3-7728-2229-2
- Die neue Rhetorik. Studien zu Chaim Perelman. Fink, Paderborn/München 2006, ISBN 978-3-7705-4225-3
- Heidegger über Rhetorik. Fink, Paderborn/München 2009, ISBN 978-3-7705-4913-9

### Beiträge
- Erziehung zum Reden. In: Johannes Schlemmer: Sprache – Brücke und Hindernis. Piper, München 1972, S. 139–150, ISBN 3-492-01930-7.